# Yamabushi
Yamabushi (山伏)  (em tradução, "aquele que se prostrou na montanha") são eremitas ascéticos das montanhas japonesas. Geralmente fazem parte da religião sincrética Shugendō, que inclui elementos budistas tântricos e xintoístas.

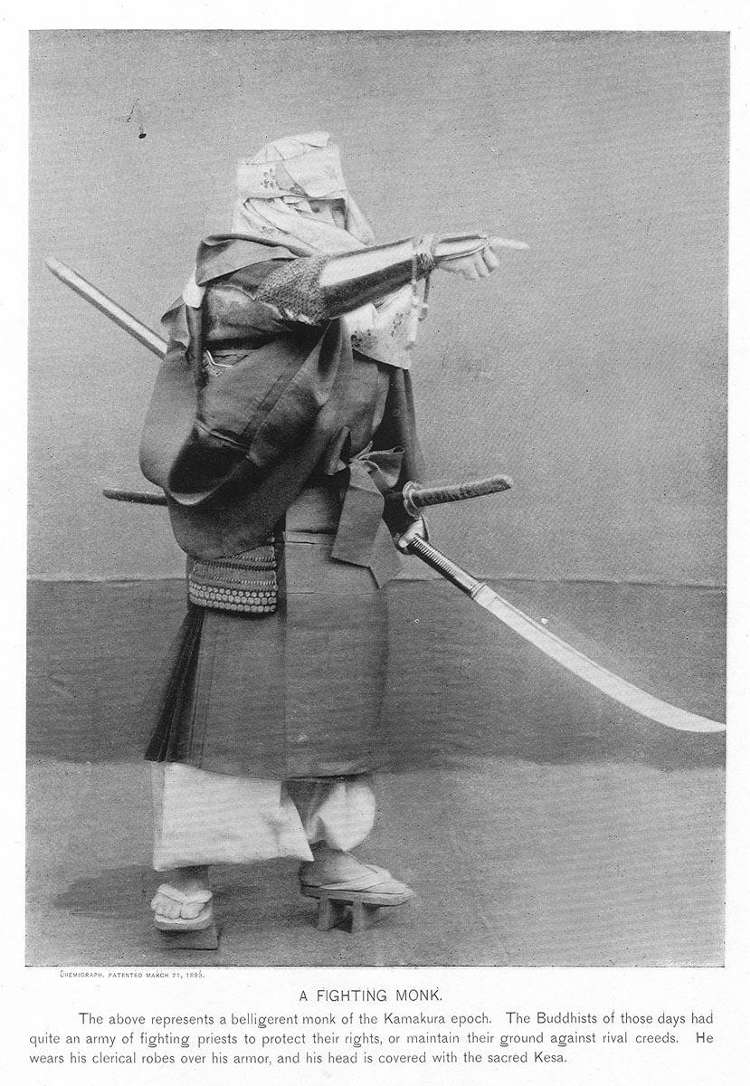
Yamabushi com sua bandana especial, espada, lança e roupas

Suas origens podem ser rastreadas até o período solitário Yama-bito e alguns hijiri (聖) dos séculos VIII e IX.

## Maneira de lutar
Os Yamabushis normalmente tendem a ficar sozinhos e usar a natureza e imitá-la contra seus oponentes. Na maioria das vezes, eles relaxam e praticam ioga na natureza, concentrando-se fortemente na natureza. Eles têm rituais fortes e grande respeito um pelo outro, assim como os Samurais. Seu principal estilo de luta é o Shuai Jiao, eles usam esse método por um longo tempo, e geralmente o praticam todos os dias, e o ensinam para seus filhos.